# Muriel Surdez
Muriel Surdez (* 29. November 1968 in Delémont) ist eine Schweizer Soziologin. Von 2014 bis 2017 amtierte sie als Präsidentin der Schweizerischen Gesellschaft für Soziologie.
Nach dem Studium der Politikwissenschaft an der Universität Lausanne (B.A.-Examen 1990, M.A.-Examen 1992) wurde sie 2000 an der Université Paris 1 Panthéon-Sorbonne promoviert. Seit 2005 lehrt sie als Professorin an der Universität Fribourg.
Ihre Forschungsschwerpunkte sind Professionssoziologie und Politische Soziologie, dort insbesondere die politische Sozialisation. 